# Rejnold II d’Este

Herb rodziny d’Este za czasów Mikołaja I

Rejnold II d’Este (wł. Rinaldo II d’Este; ur. przed 1289, zm. 31 grudnia 1335) – włoski szlachcic i kondotier. Razem z braćmi współrządził Ferrarą, Modeną i Reggio w latach 1317–1335.

## Życiorys
Rejnold był synem Aldobrandina II d’Este (zm. 1326) i jego żony Aldy Rangoni, córki Tobiasza Rangoniego. Miał braci Obizzo i Mikołaja; prawdopodobnie był najstarszy z nich. W 1293 jego dziadek Obizzo II został zamordowany przez stryja Azza VIII, być może działającego wspólnie z Aldobrandinem II, ponieważ chciał osadzić na tronie Ferrary najmłodszego Franciszka z pominięciem starszych synów. Ferrara stanowiła lenno papieskie. Udzielając inwestytury kolejnemu markizowi Ferrary papieże nie kierowali się prawem starszeństwa i nie uważali za konieczne udzielać następstwa w linii prostej, ale w zależności od potrzeb chwili zatwierdzali na tronie albo bastardów panującego, albo nawet jego braci. Doprowadzało do walk o władzę wewnątrz rodziny po śmierci każdego z panujących. Po śmierci Obizza II, Azzo VIII próbował objąć samodzielnie rządy nad Ferrarą, Modeną i Reggio, ostatecznie jednak musiał ustąpić wobec sprzeciwu braci i oddać Aldobrandinowi II Modenę, Lendinarę i Rovigo, a młodszemu Franciszkowi – Reggio.
Do kolejnego kryzysu doszło po śmierci Azza VIII w 1308 roku. Przed śmiercią próbował on przekazać władzę nad Ferrarą swemu wnukowi Fulko, czym wywołał sprzeciw swoich braci. Franciszek zwrócił się wówczas o pomoc do Padwy i papieża. Ostatecznie Frescowi, nieślubnemu synowi Azza, VIII udało się utrzymać w Ferrarze przy pomocy Wenecjan do października 1308 roku. W październiku jego syn Fulko wezwał na pomoc wojska weneckie. W 1310 roku Wenecjan wyparły z Ferrary wojska papieskie. Na kilka lat Ferrara znalazła się pod bezpośrednim zarządem papieża. Prawdopodobnie w tym czasie zbiegł do Bolonii, razem z brtem Obizzo.
Na skutek powstania ludowego z 1317 roku władza została przywrócona w ręce rodu d’Este. Po wypędzeniu papieskiego zarządcy w Ferrarze przywrócono signorię, którą powierzono synom Franciszka d’Este: Azzowi IX i Bertoldowi oraz synom Aldobrandina: Rinaldowi, Mikołajowi I i Obizzo III. Azzo IX zmarł w 1318 roku, Bertoldo w 1343 roku, Mikołaj w 1344. Rinaldo zmarł w 1335 roku, pozostawiając pełnię władzy Obizzo III i potem jego synom.

## Małżeństwa i potomstwo
Był dwukrotnie żonaty. Z pierwszego małżeństwa z Lukrecją Barbiano miał:
- syna Aldobrandino, biskupa Ferrary
- córkę Beatrycze d’Este (zm. 1339), żonę Jakuba Sabaudzkiego, seniora Achai[3]

Z drugiego małżeństwa, zawartego w 1289 z Orsoliną di Macaruffi prawdopodobnie nie miał dzieci.